# Kiss János altábornagy utca
A Kiss János altábornagy utca (korábban: Mozdony utca, majd Fery Oszkár utca) Budapest XII. kerületének belső, a városközponthoz közelebb húzódó, fontosabb utcáinak egyike.

## Története
Az 1910-es években az eredeti neve Mozdony utca volt; 1921-től Fery Oszkár csendőrtábornok nevet viselte egészen 1945-ig, amikor Kiss János altábornagy utca lett. Fery Oszkárt a Magyarországi Tanácsköztársaság kommunista diktatúra utolsó napjaiban, 1919. július 18-án letartóztatták. A tanácsköztársaság verőlegényei a Mozdony utca 40-es szám alatt található tanítóképző főiskola alagsorába vitték le két csendőr társával, Borhy Sándor és Menkina János csendőr alezredesekkel együtt, majd három napon keresztül kínozták őket, míg életüket nem vesztették. 1921. július 17-én Fery Oszkár emléktábla leleplezése sorra került, valamint az utca átnevezése hivatalosan megtörtént.
A budai Magyar Királyi Állami Tanítőképezdét 1869-ben báró Eötvös József vallás- és közoktatásügy minisztere alapította. Az eredetileg Attila út 97-97. szám alatt működő intézmény 1911-ben a Mozdony utca 40. szám alatti épületbe költözött át. Az ország első Magyar Királyi Állami Német-nyelvű Tanítóképző-Líceum 1939 szeptemberétől 1944 áprilisáig működött a magyar tanítási nyelvű budai állami tanítóképző épületében a Fery Oszkár utca (ma Kiss János altábornagy utca) 40-ben, dr. Lux Gyula igazgató irányításával, aki a gróf Teleki Pál által képviselt nemzetiségi politikát igyekezett megvalósítani. A közös internátust Padányi-Frank Antal, a magyar képző igazgatója vezette. Sztójay-kormány alatt, 1944. május 15-én az intézet épületét a magyar királyi honvédkincstár vette át és azonnal átadta a német katonai hatóságoknak, hadikórház céljaira. A teljesen működésképtelen intézetből, amelynek se székhelye nem volt, se nem élvezte az új kormány támogatását, Lux Gyula, 1944. szeptember 1-jén vonult nyugdíjba. 1949-től pedagógiai gimnázium, 1950-től tanítóképző lett a neve.
- Medgyaszay István egykori bérházának a homlokzata (Kiss János Altábornagy utca 55-59.)
- Medgyaszay István egykori bérházának a részlete (Kiss János Altábornagy utca 55-59.)
- Dr. Breznay Géza egykori bérháza (Kiss János altábornagy utca 23. szám)
- A Magyar Királyi Állami Tanítőképezde épülete (Kiss János altábornagy utca 40.)
- Fery Oszkár emléktáblája (Kiss János altábornagy utca 40.)
- Monori Kovács Gyula, a kereskedelmi múzeum aligazgatójának az egykori bérháza (Kiss János altábornagy utca 25.)
- Kiss János altábornagy emléktáblája Budapest XII. kerületében (Kiss János altábornagy utca 40.)

## Érdekességek
- A Házasság szabadnappal című, 1984-ben bemutatott magyar filmvígjáték külső helyszínű jeleneteinek jelentős hányadát a XII. kerület bel-budai részén forgatták, ezen belül is több snittben konkrétan felismerhető módon megjelenik a Kiss János altábornagy utca, vagy a csatlakozó utcák valamelyikének kereszteződése.